# Sphagneticola brachycarpa
Sphagneticola brachycarpa là một loài thực vật có hoa trong họ Cúc. Loài này được (Baker) Pruski miêu tả khoa học đầu tiên năm 1996.